# Norva anufrievi
Norva anufrievi är en insektsart som beskrevs av Alexander Fyodorovich Emeljanov 1969. Norva anufrievi ingår i släktet Norva och familjen dvärgstritar. Inga underarter finns listade i Catalogue of Life.